# August Fuchs (Richter)
Hermann Theodor August Fuchs (* 23. April 1857 in Treysa; † 21. Dezember 1920) war ein deutscher Reichsgerichtsrat.

## Leben
Sein Vater Hermann Fuchs war beim Justizamt Treysa Justizbeamter und Richter von 1864 bis 1881.
Während seines Studiums wurde er 1875 Mitglied der Marburger Burschenschaft Germania.
Den Preußen Fuchs vereidigte man 1878. 1884 wurde er Gerichtsassessor. 1888 wurde er Amtsrichter und 1894 Landrichter. Zum Landgerichtsrat wurde er 1899 befördert. 1902 wurde er Oberlandesgerichtsrat in Kassel. Am 16. September 1910 kam er als Hilfsrichter an das Reichsgericht in den III. Zivilsenat. Am 1. November 1910 wurde er bereits Reichsgerichtsrat. Er trat zum Neujahrstag 1918 in den Ruhestand.

## Werke

### Bücher
- Das deutsche Vormundschaftsrecht unter Gegenüberstellung des preußischen Vormundschaftsrechts und unter bes. Ber. des Gesetzes über die Angelegenheiten der freiwilligen Gerichtsbarkeit, Berlin 1899 (Digitalisat des MPIER).
- Vormundschaftsrecht, in: Eduard Hölder (Hrsg.): Kommentar zum Bürgerlichen Gesetzbuch vom 18. August 1896 nebst dem Einführungsgesetze: Vierter Band, Familienrecht, Dritter Abschnitt, München 1909.

### Aufsätze (Auswahl)
- Ueber den Umfang der Erweiterung der Prozeß- und Dispositionsfähigkeit der Minderjährigen infolge der Vorschrift des § 51 al. 1 der Civilprozeßordnung unter besonderer Berücksichtigung des in dem Bezirk des vormaligen Oberappellationsgerichts zu Cassel geltenden Rechts, Gruchot's Beiträge zur Erläuterung des deutschen Rechts, Jahrgang 29 (1885), S. 590, 753.
- Zur Lehre von der Prozeßfähigkeit, der gesetzlichen Vertretung und der Prozeßlegitimation, Gruchot 38 (1894), S. 241, 548.
- Kann der Schwurpflichtige, dessen Aufenthaltsort unbekannt ist, wenn ihm wegen Abwesenheit vom Vormundschaftsgericht ein Vormund oder Pfleger bestellt worden ist, zu denjenigen Personen gerechnet werden, welche im Sinne des § 433 C.P.O. zur Leistung des Eides unfähig sind? Gruchot 40 (1896), S. 308.
- Ueber die Zulässigkeit mehrerer Vollstreckungsbefehle in einem Mahnverfahren, ZZP 22 (1896), S. 403.
- Vollstreckung auf Zahlung an einen Dritten (Urteilsbesprechung), ZZP Band 23 (1897), S. 186. Dazu ZZP 36 (1907), 155.
- Zur Auslegung des § 293 der Civilprozeßordnung, Gruchot 41 (1897), S. 116.
- Wiedereinsetzung in den vorigen Stand im Falle des § 213 C.P.O. (Urteilsbesprechung), ZZP 23 (1897), S. 326.
- Ueber die fortdauernde Geltung der gemeinrechtlichen Vorschriften in Betreff der Rechtsverfolgung gegen den Inventarerben, ZZP 23 (1897), S. 445.
- Die Intervention des Eigenthümers eines verpachteten Grundstücks gegenüber der für einen Gläubiger des Pächters wegen einer Schuld des letzteren erwirkten Pfändung der vom Boden des Pachtgrundstücks noch nicht getrennten Früchte, ZZP 24 (1898), S. 188.
- Die Uebergangsbestimmungen des Einführungsgesetzes zum Bürgerlichen Gesetzbuch, Gruchot 44 (1900), S. 1.
- Rechtliche Stellung des von einer Frau nach der Todeserklärung ihres Mannes geborenen Kindes, Gruchot 47 (1903), S. 753.
- Portofreiheit der Schreiben von Vormündern in vermögenslosen Vormundschaften, Deutsche Juristen-Zeitung, Jahrgang 9 (1904), Sp. 393.
- Der deutsche Richter im Anklagezustande, DJZ 10 (1905), Sp. 574.
- Die Kosten der hypothekarischen Klage: Ein Beitrag zur Lehre von der rechtlichen Natur der Hypothek, Dr. J. A. Seuffert's Blätter für Rechtsanwendung, Band 71 (1906), S. 398.
- Wiederaufnahme des Verfahrens zugunsten eines geisteskranken Verurteilten, DJZ 11 (1906), Sp. 425.
- Der richterliche Eid im Versäumnisverfahren gegen den Berufungsbeklagten, ZZP 36 (1907), S. 291.
- Ueber das gegenseitige Verhältnis mehrerer ihrem Range nach vortretender oder zurücktretender Grundbuchposten Jherings Jahrbücher für die Dogmatik des bürgerlichen Rechts, Band 51 (=2.F. Band 15) (1907), S. 469.
- Die rechtliche Stellung eines Ehegatten als Vormund des anderen, SeuffBl. 75 (1910), S. 333, 372, 415.
- Zur Auslegung der §§ 465 bis 467 ZPO, SeuffBl. 77 (1912), S. 403, 443.
- Die Haftung des Mieters von Räumen für Beschädigungen durch am Mitgebrauche der Räume beteiligte Personen, Gruchot 63 (1919), S. 277.